# Magne de Filadelfia
Magne de Filadelfia (en llatí Magnus, en grec antic Μάγνος Κλινικός) era un metge grec nadiu de Filadelfia a Lídia.
Andròmac, fa menció i reprodueix algunes de les seves fórmules mèdiques i, per tant, hauria viscut aproximadament al segle i. També l'esmenta Galè en diversos llocs.